# Alfonso Petrucci
Pour les articles homonymes, voir Petrucci.
Alfonso Petrucci (né en 1491 à Sienne en Toscane, alors capitale de la république de Sienne et mort le 16 juillet 1517 à Rome) est un cardinal italien du XVIe siècle. Il est un cousin du cardinal Raffaele Petrucci (1517).

## Biographie
Petrucci est clerc à Sienne et protonotaire apostolique. En 1510 il est nommé évêque de Sovana.
Il est créé cardinal par le pape Jules II lors du consistoire du 10 mars 1511. En 1511 il est transféré au diocèse de Massa Marittima. Après la mort de son père, il combat son cousin le cardinal Raffaele Petrucci sur le gouvernement de Sienne. Le pape choisit de soutenir ce dernier et le cardinal Alfonso Petrucci fait des tentatives d'assassinat sur le pape. Le cardinal est arrêté, condamné à mort et étranglé au château Saint-Ange.
Le cardinal Petrucci participe au conclave de 1513, lors duquel Léon X est élu pape.